# Francesco Fabiano
Francesco Fabiano fue un deportista italiano que compitió en remo. Ganó dos medallas de plata en el Campeonato Europeo de Remo, en los años 1922 y 1926.

## Palmarés internacional
| Campeonato Europeo | Campeonato Europeo | Campeonato Europeo | Campeonato Europeo |
| Año                | Lugar              | Medalla            | Prueba             |
| ------------------ | ------------------ | ------------------ | ------------------ |
| 1922               | Barcelona (España) | Medalla de plata   | Dos con timonel    |
| 1926               | Lucerna (Suiza)    | Medalla de plata   | Ocho con timonel   |